# Gomelj
Gomelj (bjeloruski: Гомель) je grad u jugoistočnoj Bjelorusiji blizu granice s Rusijom i Ukrajinom, upravno je središte Gomeljske oblasti. 2013. godine grad je imao 515.325 stanovnika i bio je drugi grad po veličini u Bjelorusiji.

## Povijest
Grad Gomelj nastaje krajem 10. stoljeća na zemlji istočnoslavenskog saveza plemena Radimiča. Ime je dobio prema potoku Gomeljuka na kojem je i nastao.  U 13. i 14. stoljeću u gradu je razvijeno obrtništvo, a trgovinskim vezama vezan je s gradovima Rus'a.
Godine 1335. Gomelj je ušao u sastav Velike Litavske kneževine, u sljedećim desetljećima i stoljećima grad prelazi iz ruke Litvanaca u ruke Rusa i obrnuto. Od 1565. Gomelj je bio centar Minskog vojvodstva. 1569. grad je ušao u sastav Poljsko-litavske unije, i postao mjesto sukoba između ukrajinskih kozaka, ruske vojske i poljske vojske, i u narednim desetljećima povijest grada obilježile su brojne borbe za prevlast nad gradom.
Sredinom 17. stoljeća utjecaj grada opada. Broj stanovnika je značajno smanjen, razrušen je čestim napadima a mnogi zanati su iščezli. Nametnuti su mu veliki nameti pa su stanovnici plaćali visoki godišnji danak Poljskoj sve do 1770. godine.
Godine 1772. grad je postao dio Ruskog Carstva. U vrijem građanskog rata, Gomelj je okupirala vojska Njemačkog Carstva, zatim je ukrajinska vojska pod vođstvom Simona Petljurija ušla u grad, a u siječnju 1919. Gomelj je preuzela Crvena armija.
U vrijeme Drugoga svjetskoga rata grad je početkom srpnja 1941. okupirala Njemačka vojska,  1943. godine grad je oslobođen. Černobiljska katastrofa 1986. godine pogodila je grad, radioaktivnost raznošena vjetrom došla je i do Gomelja.

## Stanovništvo
Godine 2018. u gradu je živjelo 535.693 stanovnika. Godine 2009. u gradu radno sposobnih stanovnika je bilo 316.555 (popis). Godine 2006. zaposlenih je 191.019, od toga broja 69.441 u industriji. Po nacionalnosti gradsko stanovništvo čine Bjelorusi 76,7 %, Rusi 16,9 % i Ukrajinci 5,1 %. Od ukupnog broja stanovnika 54,6  % čine žene a 45,4 % muškarci (popis).
Gomelj je bio poznat po velikoj židovskoj zajednici, prema popisu stanovništva iz 1897. grad je imao 37.800, od toga 8400 25 % stanovništva.

## Gradovi prijatelji
- Černigov, Ukrajina
- Aberdeen, Velika Britanija[8]
- České Budějovice, Češka
- Sudbury, Kanada
- Clermont-Ferrand, Francuska
- Liepāja, Latvija
- Radom, Poljska[9]

## Vanjske poveznice
- Službena stranica grada

### Ostali projekti
|  | Zajednički poslužitelj ima još gradiva o temi Gomel |